# Edd Gould
Edward Duncan Ernest "Edd" Gould (28. oktober 1988 - 25. marts 2012) var en britisk animator og kunstner. Han er mest kendt for at have lavet tegneserien Eddsworld.